# Парпара, Анатолий Анатольевич
Анато́лий Анато́льевич Парпа́ра (15 июля 1940, Москва — 7 ноября 2020, там же) — советский и российский поэт, драматург и общественный деятель. Профессор Московского государственно университета культуры и искусств (МГУКИ), председатель фонда имени М. Ю. Лермонтова. Создатель (1996) и редактор «Исторической газеты».

## Биография
А. А. Парпара родился 15 июля 1940 года в Москве. Мать будущего поэта, Анна Михайловна (в девичестве Гусакова, отец Михаил Яковлевич), была русской, родом из Смоленской области, отец, Анатолий (Антонин) Иванович — полугреком, полуукраинцем; работал на заводе имени М. В. Хруничева, с самого начала войны был мобилизован, служил связистом.
В 1941 году мать вместе с годовалым Анатолием уехала в деревню Тыновку Знаменского района Смоленской области, где жили её родители. Через какое-то время в деревне появились фашистские войска. Мстя жителям деревни за помощь генералу Белову, успешно сражавшемуся против немцев, они сожгли деревню, а жителей расстреляли. Уцелело всего восемь человек, в том числе Анатолий с матерью. Позже он посвятит этим драматическим событиям поэму «Незабываемое» (1986).
В 1945 году вернувшийся c войны Антонин Иванович Парпара оказался в советских лагерях по причине того, что побывал в немецком плену. После полугода заключения он был освобождён, и в 1946 году он разыскал свою семью и привёз в Москву.
По настоянию отца после школы Анатолий поступил в Ярославское военное училище. Отслужил четыре с половиной года на флоте, после чего поступил на факультет журналистики МГУ.
По собственным воспоминаниям Анатолия Парпары, стихи он начал писать ещё в школе.
Первые его серьёзные поэтические публикации состоялись в 1969—1970, а уже в 1973 году вышла первая книга его стихов — «Первый перезвон».
В дальнейшем выпустил около двадцати поэтических сборников. Переводил с языков народов СССР. Много лет проработал в отделе поэзии журнала «Москва».
В 1993 году вместе с В. Н. Соколовым и Ф. Д. Константиновым создал Лермонтовский фонд, а затем, в 1996 году — «Историческую газету».
Похоронен на Кладбище «Ракитки» (уч. 18).

## Награды и признание
- Заслуженный работник культуры РСФСР (1982)
- Орден Дружбы народов (1986)
- Государственная премия РСФСР имени М. Горького (1989) — за поэтическую дилогию о России («Противоборство» и «Потрясение»)